# 5596 Morbidelli
5596 Morbidelli eller 1991 PQ10 är en asteroid i huvudbältet som upptäcktes den 7 augusti 1991 av den amerikanske astronomen Henry E. Holt vid Palomarobservatoriet. Den är uppkallad efter den italienska astronomen Alessandro Morbidelli.
Asteroiden har en diameter på ungefär 5 kilometer och den tillhör asteroidgruppen Flora.